# Аравия Плодородная

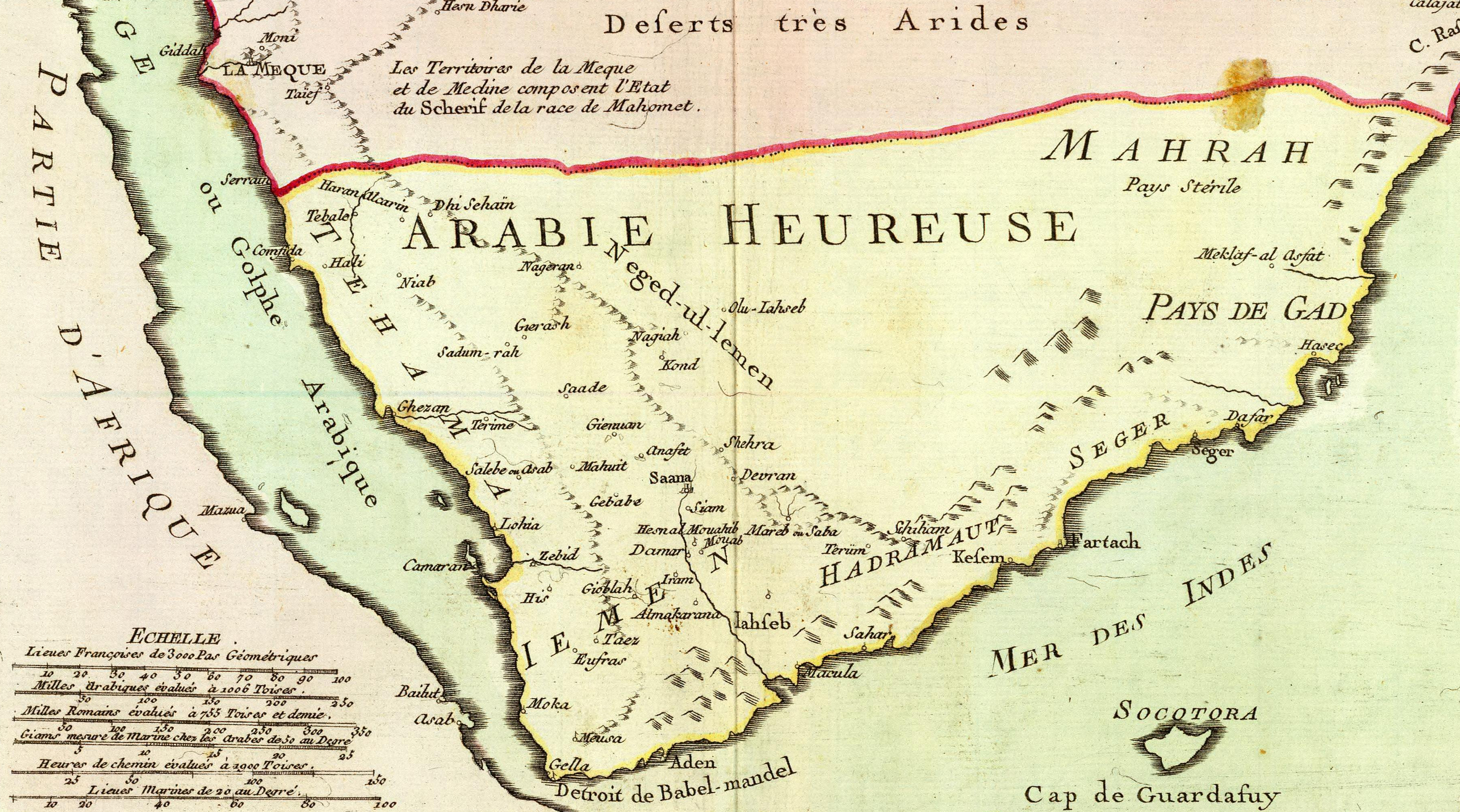
Аравия Плодородная на французской карте 1787 года Жана Баптиста Луи Клуэ

Ара́вия Плодородная (Аравия Фе́ликс, лат. Arabia Felix, греч. Εὐδαίμων Ἀραβία) — античное название южной части Аравийского полуострова.

## Название
«Аравия Плодородная» является переводом латинского «Arabia Felix». Felix переводится как «счастливый, удачливый, благословенный», а также «плодородный, плодородная».
Аравия Плодородная была одним из трёх регионов, на которые римляне разделяли Аравийский полуостров, наряду с Аравией Пустынной и Аравией Петрейской.

## История
На юго-западе полуострова, выпадало большее количество осадков, местность была намного зеленее, чем остальная часть полуострова и соответственно местное население имело более производительные поля. Высокие пики и склоны имеют значительную растительность и русла рек, называемые вади, имеют плодородные почвы.
В 26 году до н. э. Гай Элий Галл по приказу Августа отправился в военную экспедицию в Аравию, которая завершилась поражением римских войск.
Источником богатства Аравии являлась монопольная торговля корицей и специями и импорт из Индии и Африканского Рога.